# Vickers Type 207
El Vickers Type 207 fue un biplano biplaza monomotor diseñado como bombardero torpedero embarcado según una especificación de principios de la década de 1930. Estructuralmente innovador, sólo se construyó un ejemplar.

## Diseño y desarrollo
El Vickers Type 207 a menudo fue conocido como Vickers M.1/30, ya que fue construido según una Especificación del Ministerio del Aire por un bombardero torpedero basado en portaaviones para reemplazar al Blackburn Ripon. El Ministerio del Aire pagó a Vickers por un único prototipo; sus competidores fueron el Blackburn M.1/30 y el Handley Page HP.46.
Al igual que Blackburn, Vickers eligió el motor Rolls-Royce H10 de 615 kW (825 hp), posteriormente llamado Buzzard IIIMS, un V-12 refrigerado por líquido, para propulsar su avión. El Type 207 era un biplano de un solo vano, sin flecha ni decalaje y con alas de envergaduras casi iguales. El ala superior tenía slots Handley Page y alerones Frise; sólo el ala inferior poseía diedro. Ambas alas usaban la relativamente gruesa y aún novedosa sección aerodinámica RAF 34; se plegaban para su almacenamiento. El timón estaba compensado y el plano de cola arriostrado llevaba elevadores aerodinámicos servoasistidos operados a través de aletas compensadoras del borde de fuga. Barnes Wallis había sido nombrado recientemente ingeniero estructural jefe de los aviones Vickers y aportó al Type 207 nuevos métodos de construcción de duraluminio tanto en las alas como en el fuselaje, procedentes de su trabajo anterior en dirigibles. Por lo general, estas estructuras eran complicadas pero ligeras. El avión estaba recubierto de tela por todas sus partes.
El ala superior estaba muy por encima del fuselaje, arriostrada a él por dos pares de soportes en forma de V a cada lado; dos soportes individuales desde los mismos puntos en el fuselaje superior arriostraban cada ala inferior. El piloto se sentaba debajo del borde de ataque del ala y el observador, equipado con una ametralladora Lewis, se sentaba bastante más atrás. El tren de aterrizaje de eje dividido permitía el lanzamiento de torpedos desde debajo del avión y estaba equipado con frenos de ruedas según lo requería su función embarcada, junto con un gancho de detención y una rueda de cola. El radiador suspendido del Buzzard estaba ubicado entre las patas delanteras del tren de aterrizaje.
El Type 207 voló por primera vez el 11 de enero de 1933, con Mutt Summers a los mandos. La única modificación notable fue la adición de 2 o de diedro al ala superior, que anteriormente era plana. El avión se perdió en la primera prueba de picado rápido el 23 de noviembre de 1933, cuando se inició una ruptura estructural por un fallo del plano de cola. La tripulación sobrevivió. Al final no hubo pedidos para ninguno de los entrantes del M.1/30.

## Especificaciones
Referencia datos: Andrews

### Características generales
- Tripulación: Dos (piloto y observador)[3]
- Longitud: 13,3 m (43,6 ft)
- Envergadura: 15,2 m (50 ft)
- Altura: 4,4 m (14,4 ft)
- Superficie alar: 67,3 m² (724,4 ft²)
- Peso vacío: 2359 kg (5199,2 lb)
- Peso cargado: 4354 kg (9596,2 lb)
- Planta motriz: 1× motor lineal V12 refrigerado por agua Rolls-Royce Buzzard IIIMS.
  - Potencia: 615 kW (848 HP; 836 CV)
- Hélices: Bipala de madera de paso fijo

### Rendimiento
- Velocidad máxima operativa (Vno): 256 km/h (159 MPH; 138 kt) a 1200 m (4000 pies)
- Techo de vuelo: 4900 m (16 076 ft)
- Tiempo a altitud: 5 min para 1200 m (4000 pies)

### Armamento
- Ametralladoras: 

  - 1x Vickers de 7,7 mm frontal fija
  - 1x Lewis de 7,7 mm flexible en cabina trasera[3]
- Bombas: [3]

  - 1x torpedo o
  - Hasta 1000 kg de bombas

## Aeronaves relacionadas

### Secuencias de designación
- Secuencia Numérica (interna de Vickers): ← 199 - 203 - 204 - 207 - 208 - 209 - 210 →